# Walerian Kujbyszew
Walerian Władimirowicz Kujbyszew (ros. Валериа́н Влади́мирович Ку́йбышев, ur. 25 maja?/6 czerwca 1888 w Omsku, zm. 25 stycznia 1935 w Moskwie) – polityk rosyjski, działacz partii bolszewickiej, wysoki urzędnik państwowy RFSRR i ZSRR.

## Życiorys
Urodził się w rodzinie oficera. W ruchu rewolucyjnym od 1903, członek SDPRR od 1904. Uczył się w Syberyjskim Korpusie Kadetów w Omsku, gdzie wstąpił do partii. Będąc słuchaczem Wojskowej Akademii Medycznej w Petersburgu uczestniczył w działalności partyjnej, strajkach, za co w 1906 był relegowany z Akademii. Przeprowadził się do Omska, gdzie został wybrany na członka Omskiego Komitetu SDPRR. prowadził prace partyjną w Omsku, rejonie Nowosybirska, Pietropawłowsku, Barabińsku, Petersburgu, Wołogdzie, Charkowie, Samarze, Był ośmiokrotnie aresztowany, czterokrotnie zsyłany do wschodniej Syberii, gdzie kontynuował rewolucyjną działalność. W Narymie w 1910 roku utworzył wraz z Jakowem Swierdłowem organizację bolszewicką i szkołę partyjną. W marcu 1917 wrócił do Samary i został wybrany przewodniczącym organizacji miejskiej i gubernialnej SDPRR. Brał udział w rewolucji październikowej, kierując działaniami w Samarze, członek Rady Rewolucyjnej.
W czasie wojny domowej w Rosji 1918–1920 jeden z organizatorów Armii Czerwonej. Od czerwca 1918 komisarz polityczny i członek Rewolucyjnej Rady Wojskowej (RRW) 1 Armii, później 4 Armii Frontu Wschodniego. Od kwietnia 1919 członek RRW Grupy Południowej Frontu Wschodniego. współpracował z Michaiłem Frunze w walkach z Aleksandrem Kołczakiem. W sierpniu 1919 razem z Siergiejem Kirowem kierował udaną obroną Astrachania, członek RRW 11 Armii i Frontu Turkiestańskiego. W październiku 1919 wyznaczony na przewodniczącego Rady Komisarzy Ludowych i KC Rosyjskiej Komunistycznej Partii(b) Turkiestanu.
Po wojnie domowej działacz gospodarczy i związkowy. W grudniu 1920 członek Ogólnorosyjskiego Komitetu Wykonawczego (OKW, oddział ekonomiczny), od kwietnia 1921 członek prezydium Rady Gospodarczej, później szef głównego Zarządu Energii Elektrycznej GOELRO, kierował budową systemu elektrowni. W latach 1923–1926 komisarz Inspekcji Robotniczo Chłopskiej (IRCh) – zastępca przewodniczącego Rady Komisarzy Ludowych, od 1926 przewodniczący IRCh. Od 1930 przewodniczący Komisji Planowania Gospodarczego (Gospłan) ZSRR, od listopada 1934 I zastępca przewodniczącego RKL. Od 1927 członek Biura Politycznego KC WKP(b).
Był żonaty z działaczką komunistyczną Jewgieniją Kogan. Został pochowany w Moskwie w ścianie Kremla.
Był patronem byłej Wojskowej Akademii Inżynieryjnej w Moskwie.

## Upamiętnienie
- Na jego cześć nazwano osiedle w pobliżu Rylska (obwód kurski) – Imieni Kujbyszewa.
- Na jego cześć w 1935 zmieniono nazwę miasta Samara na Kujbyszew (starą nazwę przywrócono w 1991).